# Sandleni
Sandleni – inkhundla w dystrykcie Shiselweni w Królestwie Eswatini. 
Według spisu powszechnego ludności z 2007 roku, Sandleni miało powierzchnię 180 km² i zamieszkiwało je 13 210 mieszkańców. Dzieci i młodzież w wieku do 14 lat stanowiły ponad połowę populacji (7001 osób). W całym inkhundla znajdowało się wówczas szesnaście szkół podstawowych i trzy placówki medyczne.
W 2007 roku Sandleni dzieliło się na dziesięć imiphakatsi: Bufaneni, Enkalaneni, Kanzameya, Kagasa, Kontjingila, Mbelebeleni, Mphini, Ngololweni, Nkhungwini i Tibondzeni. W 2020 roku Sandleni składało się z pięciu imiphakatsi: Kashiba/Tibondzeni, Ngololweni, Nhletjeni, Nkhungwini i Gwegwe/Kontshingila. Przedstawicielem inkhundla w Izbie Zgromadzeń Eswatini był wówczas Mduduzi Gama.